# Флеминг, Вильямина
Вильямина Патон Стивенс Флеминг (англ. Williamina Paton Stevens Fleming; 15 мая 1857 — 21 мая 1911) — британский астроном; на протяжении всей своей карьеры она участвовала в разработке единой системы обозначения звёзд и каталогизировала тысячи звёзд и других астрономических объектов. Среди последних особо можно отметить открытую ею в 1888 году туманность Конская Голова.

## Биография
Флеминг родилась в Данди (Шотландия), в семье Роберта Стивенсона и Мэри Уолкер Стивенс. Она училась в государственных школах в Данди и в возрасте 14 лет стала учеником-учителем в школе взаимного обучения. После окончания школы вышла замуж за Джеймса Орра Флеминга (James Orr Fleming), и затем они переехали в США в Бостон, штат Массачусетс, когда ей был 21 год. В то время она была беременна своим сыном Эдвардом. Муж бросил её, и ей пришлось искать работу, чтобы прокормить себя и сына.
Она стала работать служанкой в доме профессора Эдварда Пикеринга. Пикеринг, в это время работавший в обсерватории Гарвардского колледжа, испытал разочарование в помощниках мужского пола, и, по легенде, в сердцах заявил, что его горничная могла бы лучше справиться с их работой.
В 1881 году Пикеринг нанял Флеминг делать канцелярскую работу в обсерватории. Несмотря на эту скромную должность, она разработала и помогла внедрить систему обозначения звёзд, в которой буква присваивалась по тому признаку, сколько водорода можно было наблюдать в спектре звезды. Звёзды с максимальным содержанием водорода классифицируется как A, затем B, и так далее. Позже, Энни Кэннон улучшила её классификацию, предложив более простую систему на основе температуры звёзд.
Флеминг активно работала над каталогом Генри Дрейпера. Также за девять лет она каталогизировала более 10 000 звёзд. За время своей работы она обнаружила 59 газообразных туманностей, более 310 переменных звёзд и 10 новых. В 1907 году она опубликовала список из 222 обнаруженных ею переменных звёзд.
В 1888 году г-жа Флеминг открыла Туманность Конская Голова на пластине номер B2312, описав её как яркую туманность (позже известную как IC 434), с «полукруглыми углублениями 5 минут в диаметре в 30 минутах к югу от Дзета Ориона». Брат Эдварда Пикеринга, Уильям Генри Пикеринг, который взял фотографию, предположил, что это место было тенью от близлежащего облака тёмной пыли. Многие вышедшие впоследствии статьи и книги пытались отрицать приоритет Флеминг и приписывали его Уильяму Пикерингу, потому что составитель первого Индекс-каталога (IC), Джон Дрейер, удалил имя г-жи Флеминг из авторов списка объектов, которые она обнаружила, приписывая всё Пикерингу (что было принято большинством пользователей каталога ввиду того, что Пикеринг был директором обсерватории Гарвардского колледжа). Но, при выпуске второго Индекс-каталога в 1908 году, г-жа Флеминг и другие были известны достаточно, чтобы получить надлежащее признание заслуг в открытии ими последующих объектов, но не для туманности Конская Голова, открытия, сделанного ею ранее.
Флеминг руководила группой из дюжины молодых женщин, нанятых для проведения вычислений и редактирования публикаций обсерватории. В 1899 году Флеминг была назначена хранителем архива фотопластинок. В 1906 году она стала почётным членом Британского королевского астрономического общества в Лондоне, первой американкой, избранной в него. Вскоре после этого она была избрана почётным членом Колледжа Уэллсли в области астрономии. Незадолго до её смерти, Астрономическое общество Мексики наградило её медалью за открытие новых звезд.
Она опубликовала 2 работы: «Фотографическое исследование переменных звёзд» (A Photographic Study of Variable Stars) (1907 год) и «Спектры и фотографические величины звёзд в стандартном цветах» (Spectra and Photographic Magnitudes of Stars in Standard Regions) (1911 год). Последняя, очень важная работа Флеминг «Звёзды с пекулярными спектрами» была опубликована в 1912 году уже после её смерти.
Умерла в Бостоне в 1911 году от пневмонии.

## Память
Кратер  Флеминг на  Луне назван в её честь (также и в честь Александра Флеминга).